# Fipexida
La Fipexida (conocida también por sus marcas comerciales Attentil y Vigilor) es una medicamento psicoactivo de la clase química de las piperazinas, desarrollada en Italia en 1983. Se utiliza como nootrópico en Italia y Francia, principalmente para el tratamiento de la demencia senil, pero ya no es de uso común debido a la ocurrencia de raras reacciones adversas, incluyendo fiebre y hepatitis. La fipexida tiene acción similar a otros fármacos nootrópicos como el piracetam, y es estructuralmente similar a otro conocido nootrópico, la centrofenoxina. Químicamente, es una unión amídica de paraclorofenoxiacetato y metil-enedi-oxi-benzil-piperazina, y en particular, se ha demostrado que metabolizan a este último, que desempeña un papel significativo en sus efectos.
La filepexida protege contra algunos productos químicos que dañan la memoria como el ácido dietilditiocarbamato y la clonidina.